# ロット王
ロット王（あるいはロト王、英語: King Lot, King Loth）は、アーサー王物語に登場する人物。一般的には、「オークニーのロット王」などと表記されることが多い。その他、ロージアン (Lothian)、ノルウェーの王とされることもある。
ウーゼルがイグレーヌと結婚した後、イグレーヌと前夫との間の長女モルゴース（古い版だとアンナ）と結婚した。モルゴースはアーサー王の姉であるから、ロット王はアーサー王に対して義兄にあたる。モルゴースとの間に円卓の騎士として名高いガウェイン卿、アグラヴェイン卿、ガヘリス卿、ガレス卿をもうける。古い版では、モードレッド卿の父親になっていることもある。
モンマスのジェフリーなど古い版によれば、ロジアンの王であったロットは、アーサー王に忠誠を誓い、アーサー王からノルウェー王に封じられている。ブルフィンチ版もこれと同じで、アーサーが王位を得て間もなく、11人の王とともに叛逆を企てたが、後にはアーサー王と和解しノルウェー王に封ぜられている。しかし、マロリー版などによればアーサー王の即位に反対し11人の王とともにアーサー王に反乱し、最終的にはペリノア王との戦いに敗れ戦死した。このことが原因で、円卓の騎士の内部で、ロット王の息子たち（ガウェイン卿ら）とペリノア王の息子たち（トー卿、ラモラック卿）に対立が生じている。
説によれば、ロット (Lot) という名前自体が「ロージアン (Lothian) を支配するもの」を意味し、個人名ではなかったとするものもある。